# Cynodon incompletus
Cynodon incompletus là một loài thực vật có hoa trong họ Hòa thảo. Loài này được Christian Gottfried Daniel Nees von Esenbeck mô tả khoa học đầu tiên năm 1832.

## Phân bố
Loài này là bản địa Nam Phi, nhưng đã du nhập vào Angola, Cộng hòa Dân chủ Congo, miền đông Australia, Argentina, Hoa Kỳ (Florida).